# Headis
Headis (auch Kopfballtischtennis) ist eine Mischung aus Tischtennis und dem Kopfball des Fußballs und gilt als Funsport. Da an einem herkömmlichen Tischtennistisch gespielt wird, der Ball aber nur mit dem Kopf berührt werden darf, verbindet Headis das Kopfballspiel des Fußballs, die taktischen Elemente des Tennis sowie die Beinarbeit des Tischtennis miteinander. 2019 fand die 14. Weltmeisterschaft statt.

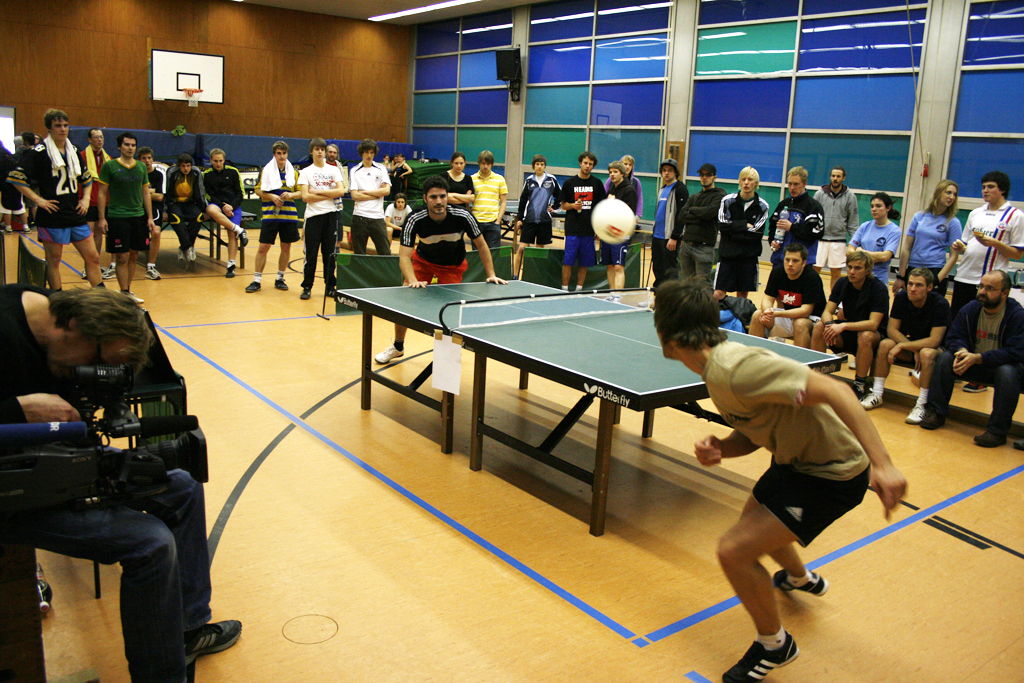
Zwei Headis-Spieler im Finale eines Turniers an der Universität Göttingen – nur der Kopf darf den Ball spielen

## Geschichte
Die Sportart Headis (engl. head = Kopf und Tennis) oder auch Kopfballtischtennis genannt, wurde 2006 vom damaligen Saarbrücker Sportstudenten René Wegner in der Waschmühle, einem Freibad in Kaiserslautern, erfunden. Da der Fußballplatz belegt war, die Tischtennisplatte aber frei, fing man an, den Ball nur mit dem Kopf über das Netz zu spielen. Mittlerweile gibt es Turniere mit internationalen Teilnehmern, Welt- und Europameisterschaften und die Zahl der aktiven Spieler wird auf 100.000 geschätzt. Nach der Aufnahme von Headis ins Programm des Hochschulsports der Universität des Saarlandes in Saarbrücken 2008 breitete sich die Sportart in Deutschland aus. Über verschiedene Fernsehpräsenzen, u. a. bei TV total und virale Erfolge im Internet hat der Sport seine Popularität in den letzten Jahren gesteigert.
Zunächst hat sich die Sportart über die Studentenszene in Deutschland verbreitet. Die erste Institution, die Headis-Kurse angeboten hat, war 2008 die Universität des Saarlandes  im Rahmen des Hochschulsportprogramms. Weitere Angebote im deutschen Hochschulsport folgten. Zum Beispiel gibt es in der Geburtsstadt der Sportart (Kaiserslautern) beim Unisport oder an der Deutschen Sporthochschule in Köln die Möglichkeit Headis zu spielen. Außeruniversitäre Möglichkeiten organisiert Headis zu spielen bieten u. a. der 1. FC Kaiserslautern oder der SV Darmstadt 98.
2008 wurden die ersten Headis-Weltcup-Turniere veranstaltet. 2010 und 2011 wurde in Kaiserslautern die „adh-Trophy Headis“, die deutsche Hochschulmeisterschaft im Headis, ausgetragen. 2016 wurden elf Headis-Weltcup-Turniere veranstaltet, an denen insgesamt über 1.000 Spieler teilgenommen haben.
Derzeit gibt es an 18 deutschen Hochschulen die Möglichkeit, Headis zu spielen. Headis wird auch vereinzelt als Vereinssport angeboten. Unter anderem der 1. FC Kaiserslautern und SV Darmstadt 98 bieten regelmäßiges Headis-Training an.
Die Sportart ist mittlerweile auch über Deutschland hinaus verbreitet. Es gibt offizielle Partner in der Schweiz, Belgien, den Niederlanden, Tschechien, der Dominikanischen Republik, China, Japan und Australien.  Jährlich finden zehn bis zwölf Headis-Weltcup-Turniere statt, aus denen sich die Headis-Weltrangliste ergibt.

## Spielprinzip und Regeln
An einem Tischtennistisch treten zwei Spieler gegeneinander an. Der Ball darf nur mit dem Kopf gespielt werden. Gespielt wird mit einem 100 Gramm schweren, speziellen Gummiball (Headisball), der einen Umfang von 50 cm hat. Das Berühren der Platte mit allen Körperteilen ist erlaubt. Die Direktabnahme des Balles während eines Ballwechsels ist ebenfalls erlaubt (Volleykopfball). Nach jedem gespielten Ball muss ein Körperteil den Boden berühren. Damit soll verhindert werden, dass die Spieler auf der Platte liegen bleiben und weiterspielen.
Offiziell werden zwei Gewinnsätze gespielt. Ein Satz ist entschieden, wenn ein Spieler 11 Punkte erreicht hat. Haben beide Spieler 10 Punkte erreicht, gewinnt derjenige, der zuerst mit zwei Punkten führt.

## Ausrüstung
- Tischtennistisch: Headis wird an gewöhnlichen Tischtennistischen gespielt. Die Maße des Tisches und auch die Höhe des Netzes sind identisch. Das Headis-Netz ist genauso hoch wie ein Tischtennis-Netz. Da der Headis-Ball allerdings deutlich schwerer als ein Tischtennisball ist, besteht das Headis-Netz aus Metall.
- Headis-Ball: Headis wird mit einem speziellen Ball gespielt. Dieser Ball besteht aus Gummi, ist etwa 100 Gramm schwer und hat einen Umfang von 50 cm.[27]

## Turnierserie

### Aufbau der Turnierserie
Jährlich werden zwischen zehn und dreizehn Headis-Weltcup-Turniere ausgetragen. Aus den Ergebnissen dieser Turniere errechnet sich die aktuelle Headis-Weltrangliste.

### Spielernamen
Bei den offiziellen Headis-Turnieren treten alle Spieler unter einem selbstgewählten Spielernamen an. Die Spieler heißen z. B. „Headi Potter“ oder „Rolli der Schlächter“.

### Weltrangliste
Die Headis-Weltrangliste errechnet sich aus den Headis-Weltcup-Turnieren. Bei jedem dieser Turniere werden, je nach Erfolg, Punkte verteilt. Je größer das Turnier ist, umso mehr Punkte werden vergeben. Die jeweils 15 letzten Turniere fließen dabei in die aktuelle Rangliste ein. Aktuelle Nr. 1 der Headis-Weltrangliste der Männer ist Alexander Bohn (Spielername Lauchgesicht) und Simone Thiex (Spielername: Theadix) bei den Frauen (Stand: 14. August 2024).

### Wichtigste Turniere

#### Weltmeisterschaft
Die jährliche Headis-Weltmeisterschaft ist das wichtigste Headis-Turnier des Jahres. Es ist das einzige Turnier mit unbeschränkter Teilnehmerzahl und fließt stärker in die Headis-Weltrangliste ein als alle anderen Turniere. Bei der Headis-WM 2019 haben 196 Spieler aus 15 Nationen teilgenommen. Im Jahr 2020 findet aufgrund der Corona-Pandemie keine Headis-Weltmeisterschaft statt. Im August 2020 wurde aber unter entsprechenden Auflagen der Turnierbetrieb wieder fortgesetzt.
| Jahr | Weltmeister (Männer) | Weltmeister (Frauen)                 |
| ---- | -------------------- | ------------------------------------ |
| 2006 | Ronnie aus dem Osten | -                                    |
| 2007 | Fefe the Gripper     | das pulsierend pokernde Party Pony   |
| 2008 | Marvelous 96         | Shorey                               |
| 2009 | Marvelous 96         | Hoshi                                |
| 2010 | Lord Voldehead       | Hoshi                                |
| 2011 | Marvelous 96         | Hoshi                                |
| 2012 | Heineken             | Hoshi                                |
| 2013 | Headsinfarkt         | Headi Bobics junger Tatapan          |
| 2014 | Heineken             | Red Hot Chili Headers Missing Pepper |
| 2015 | Headsinfarkt         | Red Hot Chili Headers Missing Pepper |
| 2016 | Headsinfarkt         | Klausi                               |
| 2017 | Sebastian Headdel    | Klausi                               |
| 2018 | Headsinfarkt         | Janna Kournikova                     |
| 2019 | Headsinfarkt         | Theadix                              |

#### Europameisterschaft
Seit 2015 wird eine Headis-Europameisterschaft ausgetragen. Die EM ist das einzige Turnier, bei dem Männer und Frauen in der gleichen Konkurrenz antreten. 2015 nahmen vier Länder (Deutschland, Tschechien, Schweiz und Belgien) am Turnier teil. 2016 nahmen zudem noch zwei Spieler aus der Dominikanischen Republik teil. Die EM fließt nicht in die Berechnung der Weltrangliste mit ein.
| Jahr | Europameister   |
| ---- | --------------- |
| 2015 | Sniper Schorsch |
| 2016 | Headsinfarkt    |
| 2017 | Headsinfarkt    |
| 2018 | Headsinfarkt    |

#### Headis Masters
Seit 2011 findet ein Mal pro Jahr das Headis Masters statt. Hierzu qualifizieren sich die besten 18 Spieler und die besten acht Spielerinnen des vorangegangenen Kalenderjahres. Das Teilnehmerfeld wird durch jeweils zwei Wildcard-Spieler komplettiert.
| Jahr | Masters-Sieger (Männer)   | Masters-Sieger (Frauen)              |
| ---- | ------------------------- | ------------------------------------ |
| 2011 | Heineken                  | -                                    |
| 2012 | Promilla                  | -                                    |
| 2013 | Headbrötchen mit Zwiebeln | Hoshi                                |
| 2014 | Lauchgesicht              | Red Hot Chili Headers Missing Pepper |
| 2015 | Sniper Schorsch           | Headi Bobics junger Tatapan          |
| 2016 | Headsinfarkt              | Headi Bobics junger Tatapan          |
| 2017 | Headsinfarkt              | Klausi                               |
| 2018 | Pressure Pete             | Red Hot Chili Headers Missing Pepper |
| 2019 | Headsinfarkt              | The big bad Head                     |
| 2020 | Olaf der Wikinger         | Theadix                              |

## Team-WM bei ProSieben
Nachdem bereits im Rahmen der Show TV total Headiswettbewerbe veranstaltet wurden, wurde am 23. März 2019 die erste „Team-WM“ als Samstagabendshow bei ProSieben ausgestrahlt. Diese wurde von Elton moderiert und von Ron Ringguth kommentiert. Dabei traten die folgenden sechs Teams an, welche je aus einem Headis-Profi und einem Prominenten bestanden: Giovanni Zarrella und Olaf der Wikinger, Axel Stein und Bagger Peter, Thore Schölermann und Lauchgesicht, Mario Basler und Sniper Schorsch, Kai Pflaume und Headsinfarkt sowie Tom Beck und Nomit. Das Finale gewannen Olaf der Wikinger und Giovanni Zarrella gegen Nomit und Tom Beck.